# Duitse migratie naar de Verenigde Staten
De Duitse migratie naar de Verenigde Staten begon in de 17e eeuw, toen de eerste Europese nederzetting werd gesticht op het grondgebied van de latere Verenigde Staten. Daarbij moeten de aanduidingen "Duits", "Duitsers" en "Duitsland" in de context van de betreffende historische periode worden gezien. Er bestond tot aan de Duitse eenwording van 1871 geen Duitse (eenheids)staat met Duitse staatsburgers, die eenzelfde taal spraken. De meeste uit de vele Duitse staten afkomstige emigranten identificeerden zich in de 17e en 18e eeuw primair als behorend tot dissidente religieuze gemeenschappen. Bij de kolonisatie van het Noord-Amerikaanse vasteland waren van meet af aan zulke 'Duitsers' in de brede zin van het begrip betrokken.
Tot in de 20e eeuw waren zij in aantallen sterker vertegenwoordigd dan Joodse, Britse, Ierse en Italiaanse bevolkingsgroepen. Het grootste deel van de Duitse immigranten uit de Duitse staten, met name Pruisen, Zwitserland en uit Oostenrijk arriveerde in de jaren tussen 1848, het jaar van de Maartrevolutie in de Duitstalige landen, en het eind van de Eerste Wereldoorlog in 1918. In 1882 bereikte de immigratie een absoluut hoogtepunt, toen 250.000 Duitsers naar Amerika emigreerden.
Duitse immigranten hebben het maatschappelijke, geestelijke en culturele leven in de Verenigde Staten mede vorm gegeven, vooral op het gebied van pers en religie. Tot in de 20e eeuw waren de Duitse kolonisten een van de best georganiseerde en hoogst in aanzien staande bevolkingsgroepen waaruit leden met groot economisch en maatschappelijk succes voortkwamen. Zie daarvoor Duitse Amerikanen. Echter, in de loop van de 20e eeuw ging hun eigen culturele identiteit bijna geheel verloren. Debet aan deze plotseling assimilatie was de deelname van de Verenigde Staten aan de Eerste en Tweede Wereldoorlog. Afgezien van enkele minderheden zoals de Duitse Texanen en de Amish, die delen van hun cultuur tot op heden hebben weten te bewaren, houden de meeste Duitse Amerikanen alleen nog de folkloristische elementen van hun cultureel erfgoed in ere. Toch heeft de noodzaak om te assimileren de Duits-Amerikaanse migratie nooit belemmerd, en ook nu leeft zij nog voort in de vorm van arbeidsmigratie van academici.

## De koloniale tijd (1607-1776)

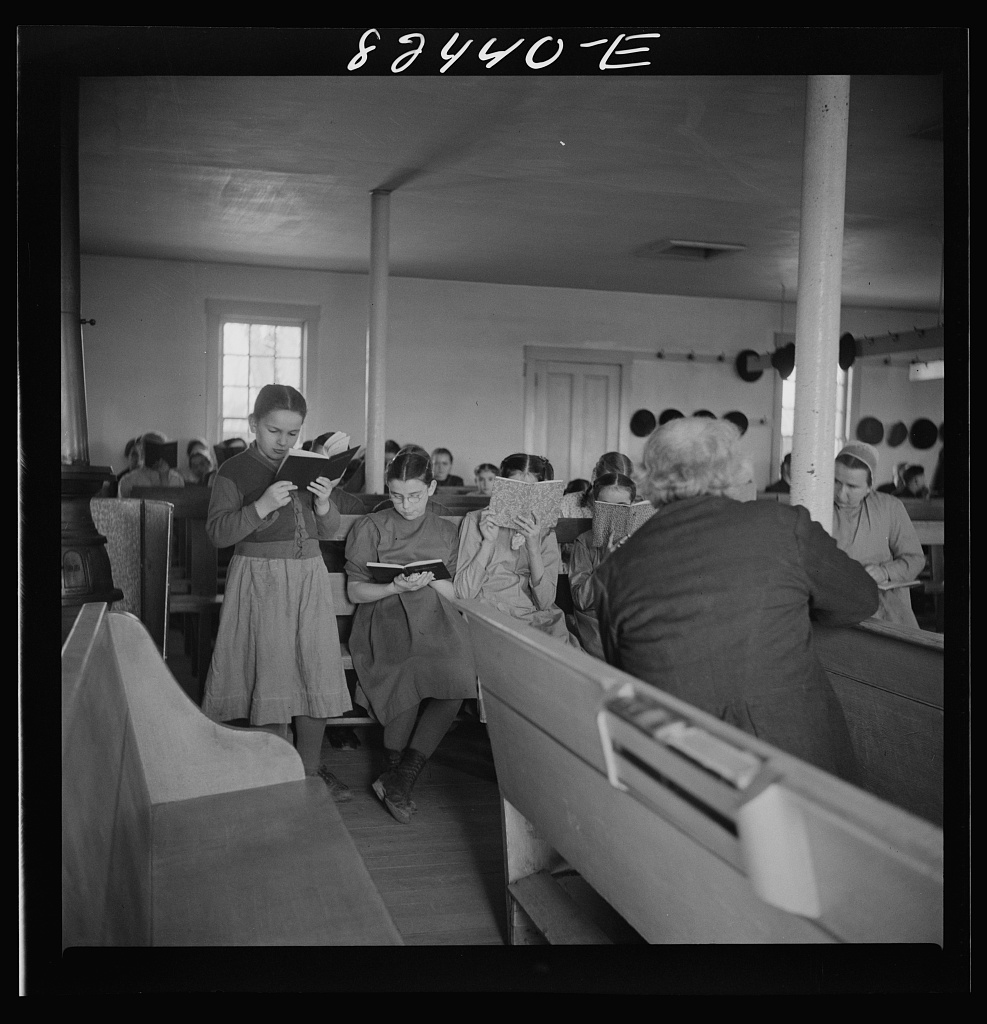
Duitse les in een mennonietengemeente in Pennsylvania, 1942

Sporadisch zaten er onder de eerste pioniers die de Britse koloniën in Noord-Amerika stichtten en bevolkten al wat Duitsers, maar pas in de jaren tachtig van de 17e eeuw werden dat serieus te nemen aantallen. De bestemming van deze migranten was soms Upstate New York (bijv. Mohawk Valley) of New Jersey, maar vaker nog Pennsylvania. Oprichter William Penn, bekend om zijn liberalisme, had in de jaren zeventig van de 17e eeuw tot twee keer toe een bezoek gebracht aan Duitsland om pioniers te werven die zijn kolonie konden bevolken. Ook reisverslagen, zoals het in 1756 verschenen boek Gottlieb Mittelbergers Reise nach Pennsylvanien im Jahr 1750. Und Rückreise nach Teutschland im Jahr 1754, inspireerden tot migratie.
De redenen voor emigratie waren veelvuldig. Sommigen werden ertoe gedreven hun vaderland te verlaten vanuit economische motieven, bijvoorbeeld omdat het onmogelijk was geworden om van de landbouw rond te komen. Anderen, zoals doopsgezinden, anders gezegd Mennonieten, en dan in het bijzonder die uit Zwitserland onder de naam, Amish, herrnhutters uit Moravië, Schwenckfelders uit Silezië, Schwarzauer Brüder en orthodoxe Piëtisten werden vervolgd omwille van hun geloof. Na de individuele bevrijding van de plattelandsbevolking kozen velen van hen voor emigratie boven een armzalig bestaan als landarbeider of keuterboer. De Noord-Amerikaanse koloniën beloofden aantrekkelijker economische voorwaarden dan Midden-Europa, en bovenal stelden zij het bezit van eigen land in het vooruitzicht. De prijs voor de overtocht bedroeg ongeveer een jaarinkomen, zodat 60% van de Duitse emigranten de reis alleen via indentured labour (contractarbeid) kon bekostigen. Deze ‘tijdelijke lijfeigenen’ werden veelal in Hudsonvallei ondergebracht waar zij voor de Britse kroon teer of hennep moesten produceren tot hun schuld was afgelost.

### Jamestown en Nieuw-Nederland
De uit Breslau in het toenmalig Habsburgse Silezië afkomstige arts Johannes Fleischer geldt als de eerste 'Duitser' die zich op het latere grondgebied van de Verenigde Staten vestigde. Hij arriveerde in 1607 met de eerste generatie pioniers in wat de Britse kolonie Jamestown zou worden, maar stierf al een jaar later. In september 1608 volgden drie Duitse glazenmakers die eveneens snel om het leven kwamen.
In 1625 reisde Peter Minuit, afkomstig uit het hertogdom Kleef, in opdracht van de West-Indische Compagnie naar de jonge kolonie Nieuw-Nederland. Hij vervulde daar van 1626 tot 1632 het ambt van gouverneur en zou volgens de legende het eiland Manhattan voor glazen kralen en wat andere snuisterijen van de Algonkinindianen of de Canarsie-indianen hebben gekocht. Historisch valt dit echter niet te bewijzen.

## Duitse nederzettingen in Pennsylvania

### Germantown

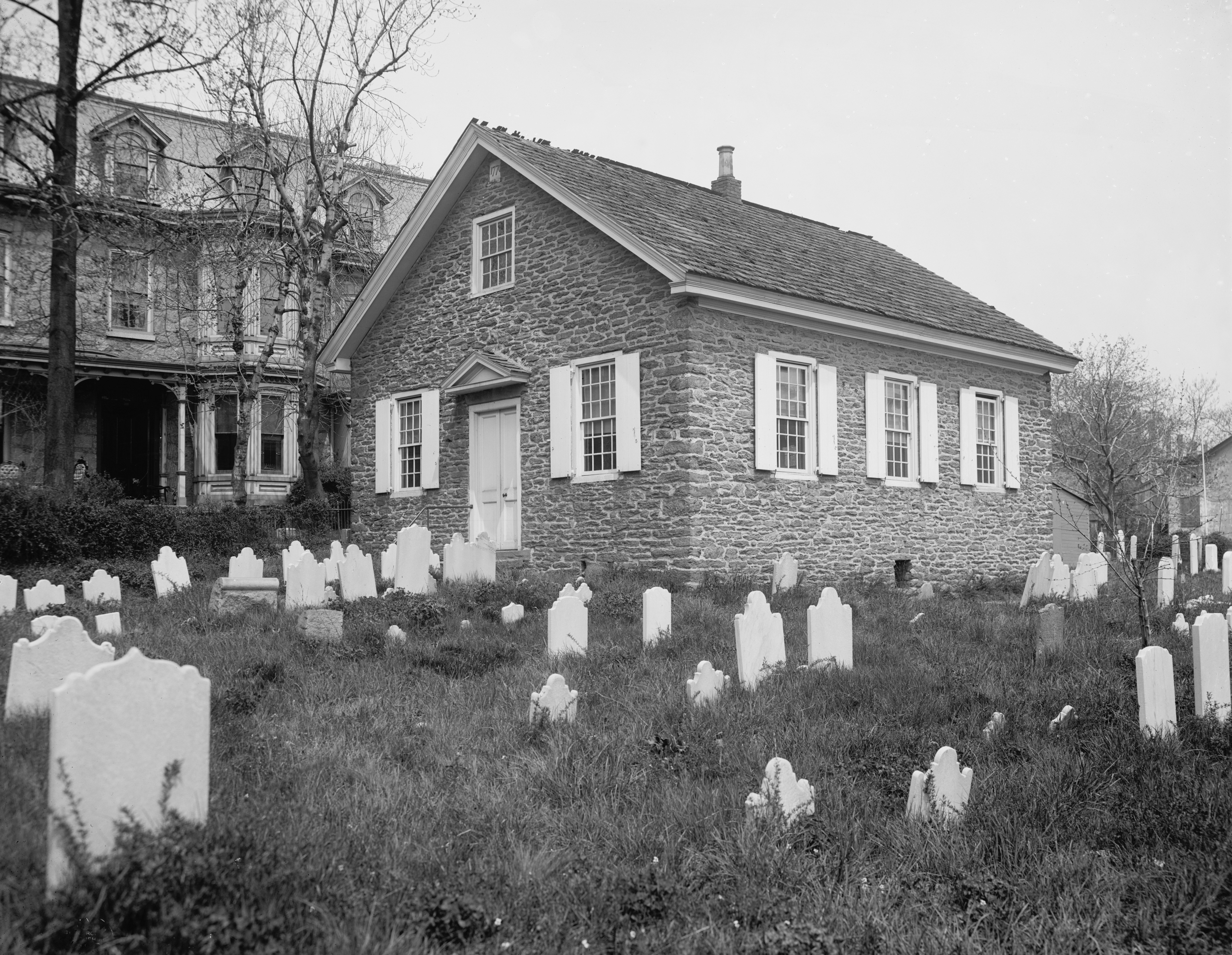
Mennonietenkerk in Germantown, circa 1903

De eerste Duitse nederzetting van blijvende aard was Germantown in de kolonie Pennsylvania. Samen met dertien families uit Krefeld en omstreken die de ‘original 13’ genoemd worden – voornamelijk quakers en doopsgezinden, streek grondlegger Franz Daniel Pastorius er in 1683 neer. Veel van deze kolonisten waren wevers. Op initiatief van vier inwoners van Germantown (Franz Daniel Pastorius, Abraham en Herman Isacks op den Graeff en Gerrit Henderich) werd in 1688 het eerste protest tegen de slavernij in Amerika opgesteld. Twee jaar later opende William Rittenhouse, papiermaker van Duitse afkomst, er de eerste papiermolen van Noord-Amerika. In 1743 werden in Germantown door Johann Christoph Sauer de eerste Bijbels gedrukt – in het Duits.

### Immigratie vanuit de Palts
De Palts was destijds een door oorlogen en godsdiensttwisten geteisterd gebied. Van daaruit was de emigratie dan ook enorm. De eerste Paltsers die naar overzeese gebieden vertrokken waren op de vlucht vanwege hun geloof. Zo vestigde zich al in 1675 een groep Franse hugenoten, die eerder in de Palts een tijdelijk toevluchtsoord had gevonden, aan de Hudson en stichtte daar in 1677 de kolonie New Paltz in herinnering aan hun gastvrije tijdelijke vaderland. Ook in Germantown vestigden zich in de 17e eeuw al veel Paltische kolonisten. De massale toestroom begon echter pas na de na de zeer strenge winter van 1708/09; hierbij ging het vooral om boeren. Hoewel de Britse koningin in de Palts voor vestiging in haar kolonie Carolina liet werven, hadden de meeste Paltsers Pennsylvania op het oog. Men reisde via Rotterdam en Londen. Dat was toen een hachelijke onderneming die tienduizenden slachtoffers eiste voordat het beloofde land werd bereikt. Ook werden mensen gedwongen in Ierland gehuisvest of naar Duitsland teruggestuurd. Desondanks arriveerden er in de jaren tot 1727 ongeveer 15.000 nieuwkomers uit de Palts in Philadelphia; tegen 1775 waren er nog 70.000 bijgekomen.
Terwijl de immigranten aanvankelijk alleen aan de kust waren neergestreken breidde het kolonisatiegebied zich door de forse bevolkingstoename geleidelijk uit richting westen, tot aan andere kant van de rivier de Susquehanna. Pas in de tweede helft van de 18e eeuw droogde de toestroom uit de Palts op, toen er in het oosten en zuidoosten van Europa alternatieve uitwijkmogelijkheden kwamen. Tegen de tijd van de Amerikaanse Onafhankelijkheidsoorlog was een derde van de bevolking van Pennsylvania van Duitse afkomst, waaronder naast gereformeerden en lutheranen ook veel doopsgezinden en amish. Zij leidden veelal een geïsoleerd bestaan. Daardoor heeft het uit het Paltisch ontstane Pennsylvaanse dialect, Pennsylvania-Duits, de tand des tijds tot op heden doorstaan.

### Religieuze minderheden
Pennsylvania had in de koloniale tijd een bijzonder liberale grondwet waardoor het veel geloofsvluchtelingen aantrok. Behalve om quakers, die in Engeland sinds 1662 een vergaderverbod hadden, ging het hierbij om verschillende religieuze minderheden uit Duitstalige gebieden.
Daaronder waren de Schwenkfelder, volgelingen van de leer van de dissidente Silezische reformator Kaspar Schwenkfeld. In Silezië waren spanningen met de jezuïeten die door de Habsburgse monarchen werden ingezet als verdedigers en verbreiders van het ware katholieke geloof, maar ook met de luthers kerkelijke autoriteiten en stadsbesturen, waardoor ze vanaf 1731 naar Pennsylvania begonnen uit te wijken. Tot 1736 arriveerden zij in zes fases en waaierden uit over verschillende vestigingsplaatsen.
In het gebied dat tegenwoordig Lancaster County heet stichtte de Schwarzauer Bruder Conrad Beissel in 1732 het Ephrata cloister, een kloosterachtige religieuze gemeenschap die volgens oudchristelijke ideeën leefde.
Ook de nederzetting Harmony in westelijk Pennsylvania leunde op oudchristelijke opvattingen en werd in 1804 gesticht door de radicale piëtist Johann Georg Rapp. Hij was op zoek naar leefgebied voor zijn volgelingen, buiten bereik van de religieuze vervolging van thuisland Württemberg.
De herrnhutters uit Saksen richtten in Pennsylvania de nederzettingen Nazareth (1740), Bethlehem (1741) en Litiz (1756) op.
Benjamin Franklin, zelf deïst, beschouwde juist deze Duitse immigranten als onderontwikkeld en achtergebleven in cultureel opzicht. Volgens hem waren het religieuze fanatici die hij “boors” (pejoratief: boeren) noemde. Veel Duitsers in Pennsylvania weigerden om hun kinderen naar Engelstalige scholen te sturen. Vanaf ongeveer 1755 kwamen kerk en bestuur steeds meer in actie tegen deze gevreesde anti-integratiehouding van de Duitsers. Zij eisten gedwongen huwelijken, een verbod op de Duitstalige pers en het gebruik van de Duitse taal in het openbaar, iets dat door Franklin als buitenproportioneel werd bekritiseerd. Maar ook Thomas Jefferson en James Madison waren beducht voor de weinig liberale religieuze houding van de Duitse immigranten. Zij zagen dit als vrucht van de ondemocratische en absolutistische regeringsvormen in de landen waar ze vandaan kwamen.

## Duitse nederzettingen in de zuidelijke koloniën
Een van de eerste Duitstalige nederzettingen in de zuidelijke koloniën was New Bern in de provincie Carolina, in 1710 gesticht door een groep Zwitsers en Paltsers. In 1714 richtten tweeënveertig pioniers uit het Siegerland (Westfalen) de vestiging Germanna (nabij het tegenwoordige Culpeper) op in de kolonie Virginia. Daar voegden zich in 1717 nog ongeveer tachtig kolonisten uit de Palts en Baden-Württemberg bij; gedurende de jaren daarna nam hun aantal nam verder toe. Germanna’s inwoners waren contractarbeiders (indentured servants) die voor gouverneur Alexander Spotswood ijzer en zilver delfden. De meesten van hen verlieten Germanna in het daaropvolgende decennium en trokken verder naar het zuiden of westen.
In de Franse kolonie Louisiana bracht John Law voor de handelsmaatschappij La Compagnie du Mississippi Duitstalige emigranten uit de Elzas, Lotharingen en Zwitserland onder. Na het faillissement van de onderneming in 1721 werden deze mensen onafhankelijk met een eigen stuk land. Tijdgenoten doopten de regio rond New Orleans German coast of Côte des Allemands.
In de provincie Georgia namen vanaf 1734 verdreven lutheranen uit het katholieke prins-aartsbisdom Salzburg hun intrek.
Op de plek waar nu de plaats Winston-Salem (North Carolina) ligt stichtten 15 Duitse herrnhutters in 1753 de vestiging Bethabara.

## Duitse nederzettingen in New England
Van 1742 tot 1753 arriveerden vier schepen met in totaal ongeveer 1000 Duitstalige kolonisten in New England. Verreweg de meesten ervan streken in Broad Bay neer, op de plek van de tegenwoordige stad Waldoboro (Maine), maar na overvallen door indianenstammen trokken velen verder naar Boston, Nova Scotia of North Carolina. Degenen die bleven richtten zich op de visserij of scheepsbouw.

## Landbouw
De nieuwkomers in het koloniale Noord-Amerika waren afkomstig uit een bont palet van beroepen en ambachten. Er zaten handwerkslieden en koopmannen bij, de meesten waren echter landbouwer. Hun komst naar de Britse koloniën betekende voor hen vooral het ontginnen van bossen. Op 20 mei 1862 werd de Homestead Act getekend om pioniers naar de nog onontgonnen Great Plains te lokken. Hierdoor aangemoedigd trokken veel immigranten naar het Midwesten om daar mais te verbouwen, een in Duitsland toen nog relatief onbekend gewas. Maar de meeste boeren begonnen een zuivelbedrijf en vestigden zich in de buurt van grotere steden waar ze hun producten konden slijten.

## De Amerikaanse Onafhankelijkheidsoorlog (1775-1783)
Geschat wordt dat er in de tijd van de Onafhankelijkheidsoorlog tussen de 225.000 en 250.000 Duitsers in de koloniën woonden. In de oorlog vochten aan beide kanten Duitse soldaten, maar het grootste contingent vocht aan Britse zijde. Het waren huursoldaten die door de Britten waren gehuurd van in verschillende Duitse vorsten. Alleen al het landgraafschap Hessen-Kassel leverde meer dan 12.000 soldaten. In totaal stelden de Duitse landen bijna 30.000 soldaten ter beschikking aan de Britse kroon. Een klein aantal beroepssoldaten reisde naar het strijdtoneel om het leger van George Washington tegen de Britten te versterken, daaronder ook de Pruisisch officier Friedrich Wilhelm von Steuben. Vanaf 1777 was bakker Christoph Ludwig uit Giessen proviandmeester van de troepen van het Onafhankelijkheidsleger. Het jaar daarop kreeg de Pruisische majoor Bartholomäus von Heer het bevel over de troepen te paard en de lijfwacht van George Washington.
De Duitse kolonisten waren verdeeld en sympathiseerden deels met de Britten, deels met de Amerikaanse rebellen. Het 8th Virginia Regiment ofwel German Regiment bestond uit Duitse immigranten uit Pennlylvania en Maryland. Het infanterieregiment Royal Deux-Ponts was een Frans vreemdelingenleger dat voornamelijk uit Duitsers bestond. In de slag van Yorktown in 1781 vocht het aan de zijde van de Amerikanen. De helft van de 'Duitse' soldaten kwam in de oorlog om, een derde liep over naar de Amerikanen en bleef achter.

## Na de oprichting van de Verenigde Staten

### De Muhlenberglegende
Op 9 januari 1794 diende een aantal Duitse immigranten een petitie in bij het Huis van Afgevaardigden waarin zij de publicatie van wetsteksten in Duitse vertaling eisten. Deze eis haalde net geen meerderheid, maar leidde een halve eeuw later tot de tot op heden wijdverbreide legende dat het Amerikaanse Huis van Afgevaardigden er destijds over had gestemd of Duits de officiële taal van de Verenigde Staten moest worden.

### Joodse immigratie

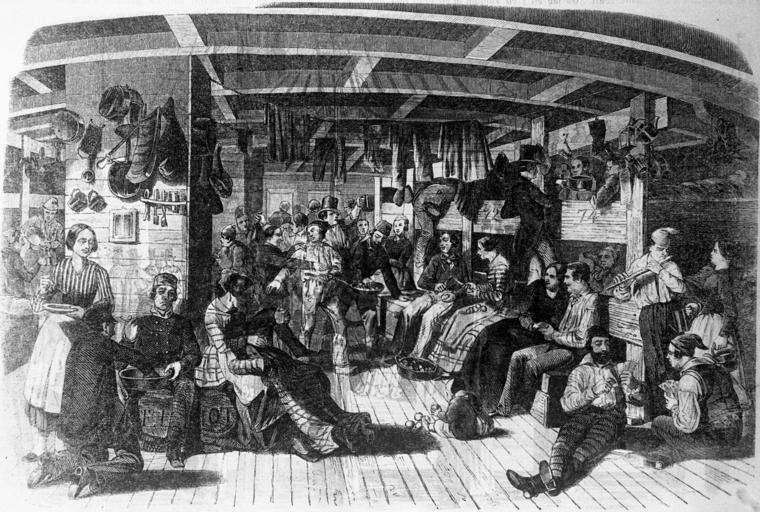
Geïdealiseerde tekening (1850) aan boord van een migrantenschip

Tussen 1830 tot 1870 kwam er een emigratiegolf van joden uit Duitsland op gang. De meesten bereikten de Verenigde Staten in de jaren veertig en vijftig van de 19e eeuw. In Pruisen en Beieren, waar joden geen volledige burgerrechten bezaten, begon de uittocht al rond 1830; in de jaren veertig volgde Württemberg. Na de mislukte Maartrevolutie van 1848/49 vertrokken ook veel Duitse radicaal-democraten en daaronder hoogopgeleide joden, die laatsten ook omdat zij waren op grond van discriminerende wetten geen gelijke rechten hadden. Persoonlijkheden als Abraham Jacobi, die in 1860 het eerste kinderziekenhuis in de Verenigde Staten opende, evenals Emil Berliner, de uitvinder van de grammofoon en de grammofoonplaat, en Levi Strauss, de schepper van de spijkerbroek, maakten daar deel van uit.

### De Forty-Eighters
Na het neerslaan van de Maartrevolutie in 1848/49 moesten veel intellectuelen en voorvechters van burgerrechten Duitsland ontvluchten. De Verenigde Staten verleenden ze asiel en doopten ze de Forty-Eighters. Velen van hen zetten hun sociale en politieke engagement voort in hun nieuwe vaderland. Zij verleenden medewerking aan de verkiezing van Abraham Lincoln tot president, en velen namen tijdens de Amerikaanse Burgeroorlog vrijwillig dienst in het leger van de zoals bijvoorbeeld Franz Siegel en Friedrich Hecker.

### Het Midwesten
In de 19e eeuw trokken steeds meer Duitse immigranten naar het economisch opbloeiende Midwesten. De Gießener Auswanderungsgesellschaft was een emigratiemaatschappij uit Gießen met het doel een nieuwe en vrije Duitse kolonie in Noord-Amerika op te richten. Zij stuurde honderden migranten naar Missouri, maar het plan leed schipbreuk. Veel van deze migranten waren zogenaamde ‘Dreißiger’, studenten en intellectuelen die bij de vrijheidstwisten van de jaren dertig, zoals het Hambacher Fest (1832) en de Frankfurter Wachensturm (1833), betrokken waren geweest. Na het mislukken ervan waren zij gedwongen het land te ontvluchten. Een van die Dreißiger, Gustav Körner, werd in 1842 lid van het Amerikaanse Huis van Afgevaardigden en in 1853 vicegouverneur van Illinois. Aanjager van die uittocht naar het Midwesten was onder andere Gottfried Duden. Hij publiceerde in 1829 het reisverhaal Bericht über eine Reise nach den westlichen Staaten und einen mehrjährigen Aufenthalt am Missouri in den Jahren 1824 bis 1827 (Verslag van een reis naar de westelijke Staten en het verblijf aldaar van meerdere jaren). Dat werd in Duitsland een doorslaand succes, zodat binnen de kortste keren de regio tussen Cincinnati, Milwaukee en St. Louis tot German Triangle of German Belt werd uitgeroepen. In Milwaukee was maar liefst 69% van de bevolking van Duitse afkomst. In Cincinnati bedroeg dat aantal begin 20e eeuw 60%.
Evenals in Pennsylvania behoorden veel van die nieuwkomers in het Midwesten tot religieuze groeperingen die in Europa niet getolereerd werden. Hiertoe behoorden de 'Inspirierte', leden van een vrije kerk die uit het radicale piëtisme was voortgekomen. 800 van hen emigreerden naar Amerika en stichtten bij Buffalo (New York), in 1843 een volgens oudchristelijke principes levende gemeenschap. In 1854 trokken zij verder naar Iowa en richtten daar de Amana Colonies op. Sommige Duitse nederzettingen in het Midwesten, vooral de katholieke, hebben hun culturele identiteit tot op de dag van vandaag behouden, zoals bijvoorbeeld in Stearns County (Minnesota), Dubois County (Indiana) en Effingham County (Illinois).
Ook aanhangers van de oud-lutherse geloofsgemeenschap, die zich verzetten tegen overheidscontrole op het kerkelijk leven, emigreerden. Maar de meeste emigranten behoorden tot de lutherse staatskerken. Samen konden zij in Amerika een kerk oprichten vrij van overheidsbemoeienis, zoals in 1847 de Lutheran Church - Missouri Synod op. Dit is tegenwoordig de op een na grootste lutherse kerk in de Verenigde Staten.
Katholieke Duitsers emigreerden ook maar organiseerden zich minder in eigen verenigingen. Zij werden in Italiaans-Ierse parochies opgenomen waar zij sneller dan de lutheranen en dissidente sectariërs assimileerden.

### Duitse Texanen
De eerste Duitse pionier in Texas was waarschijnlijk Friedrich Ernst uit Oldenburg die zijn vaderland moest ontvluchten omdat hij strafrechtelijk werd vervolgd. In 1831 vestigde hij zich in Texas. Dat hoorde toen nog bij Mexico en bestond geheel uit onontgonnen wildernis. Nadat in 1842 de emigratiemaatschappij Mainzer Adelsverein was opgericht, stuurde deze tussen 1844 en 1847 een paar duizend Duitsers naar Texas om daar een Duitse kolonie op te richten. Hieruit kwamen onder meer de nederzettingen New Braunfels (1845) en Fredericksburg (1846) voort. Een stel intellectuelen uit Gießen stichtte in 1847 de kolonie Bettina – naar de schrijfster Bettina von Arnim – in het tegenwoordige Llano County. Zij wilden er hun communistische ideeën realiseren; dit project was echter geen lang bestaan beschoren. De dichtende boer Johannes Romberg riep in 1857 de eerste literaire vereniging van Texas 'Die Prärieblume' in het leven. Een derde van de inwoners van San Antonio was in 1870 Duitstalig. Een aantal afstammelingen van Duitse immigranten in Texas spreekt ook nu nog het tegenwoordig als Texas-Duits (Texasdeutsch) bekende dialect.

## De Amerikaanse Burgeroorlog (1861-1865)
Toen in 1861 de Amerikaanse Burgeroorlog uitbrak waren er in de Verenigde Staten ruim 1,3 miljoen Duitsers. Meer dan 80% daarvan zaten in de Noordelijke Staten en kozen partij voor de Union. Natuurlijk speelde hierbij mee dat veel van deze mensen, in het bijzonder de Forty-Eighters, als overtuigde democraten aanhangers van het abolitionisme waren en zich al vroeg voor de afschaffing van de slavernij hadden ingezet. Sommigen traden toe tot de Union Army, het leger van de Unie. Franz Sigel voerde als kolonel het bewind over het 3e infanterieregiment van Missouri, een vrijwilligersregiment dat grotendeels uit Duitsers bestond. Ook Carl Schurz sloot zich aan bij het leger van de Unie en werd generaal-majoor en divisiecommandant. Het contingent Amerikanen van Duitse afkomst in de Union Army bevatte 516.000 mannen. Daarvan waren er 210.000 in Duitsland geboren. Een uitzondering hierop vormden de Duitse immigranten in Kentucky. Een aantal van hen formeerde op 10 oktober 1861 het First German Kentucky Regiment en vocht aan de zijde van de Confederatie.
In Mason County ontstonden er in 1875/76 conflicten tussen kolonisten van Britse en Duitse afkomst die culmineerden in geweld en lynchpartijen. Dit kostte elf mensen het leven. De aanleiding voor deze confrontaties (Mason County War) lag in de openlijke loyaliteit van de Duitsers aan de Union.

## De grote immigratiegolf

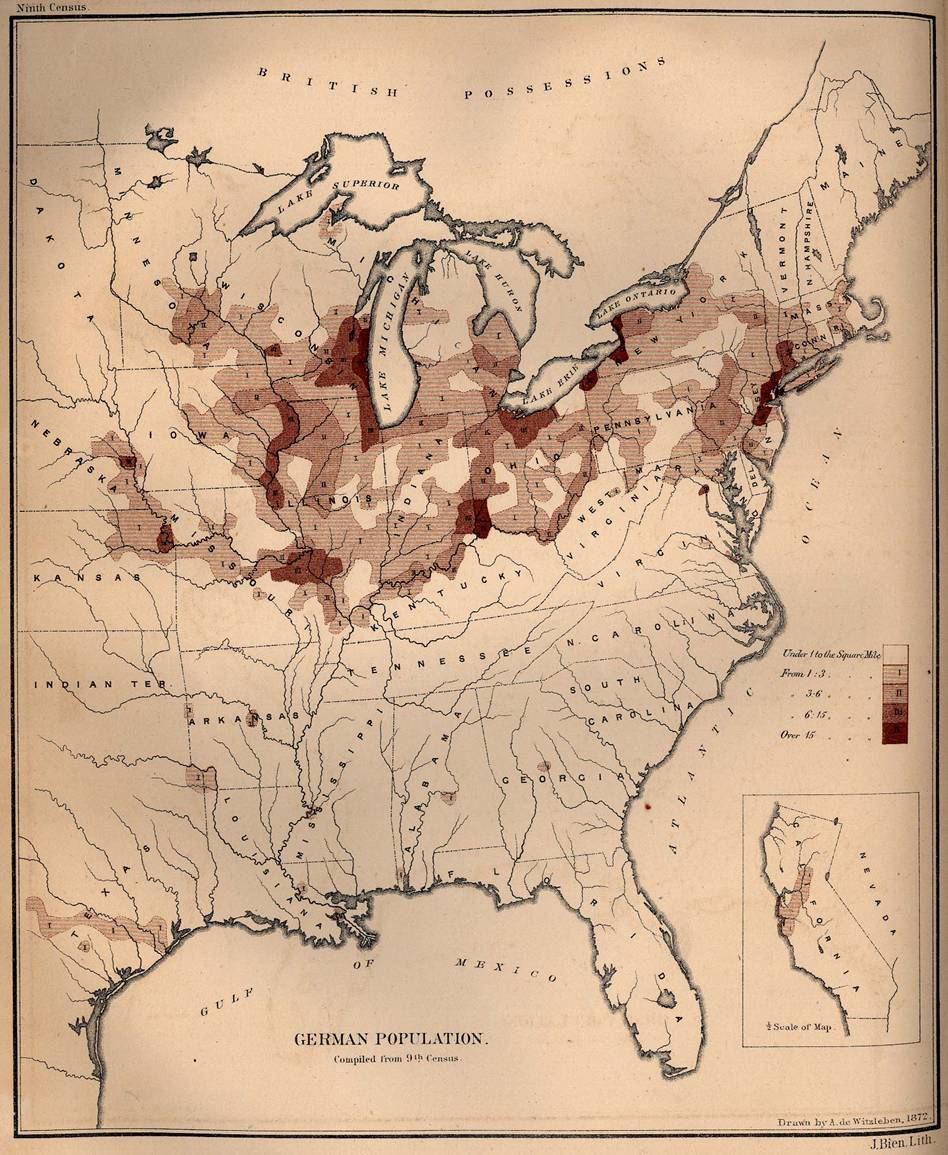
Duitse bevolking in de Verenigde Staten in 1872

### Massa-emigratie ten gevolge van de industrialisering
In de 19e eeuw groeide de Duits-Amerikaanse migratie uit tot een massabeweging. De belangrijkste oorzaak hiervoor lag in de transformatie van de tot dan toe op landbouw drijvende Duitse staten naar een geïndustrialiseerde samenleving. Dit proces leidde tot verstedelijking, explosieve bevolkingstoename en verarming van brede lagen van de bevolking. Vooral in het zuidwesten sloeg de verpaupering hard toe. Hier pakte de traditionele evenredige erfdeling door de veranderde omstandigheden rampzalig uit. Bijna zes miljoen mensen verlieten Duitsland in de jaren van 1820 tot 1920. Hiervan ging een klein deel naar Brazilië, Canada of Australië, maar het leeuwendeel van vijfenhalf miljoen zette koers op de Verenigde Staten. Het ontstaan van migrantennetwerken, betere communicatie en gedaalde prijzen van de overtocht begunstigden de uittocht. In de plaats van zeilschepen kwamen stoomschepen waarvoor de rederijen ook reclame gingen maken. De explosief groeiende economie van de Verenigde Staten en het vooruitzicht op een gratis stuk land oefenden een sterke aantrekkingskracht uit.

### Migratieroutes

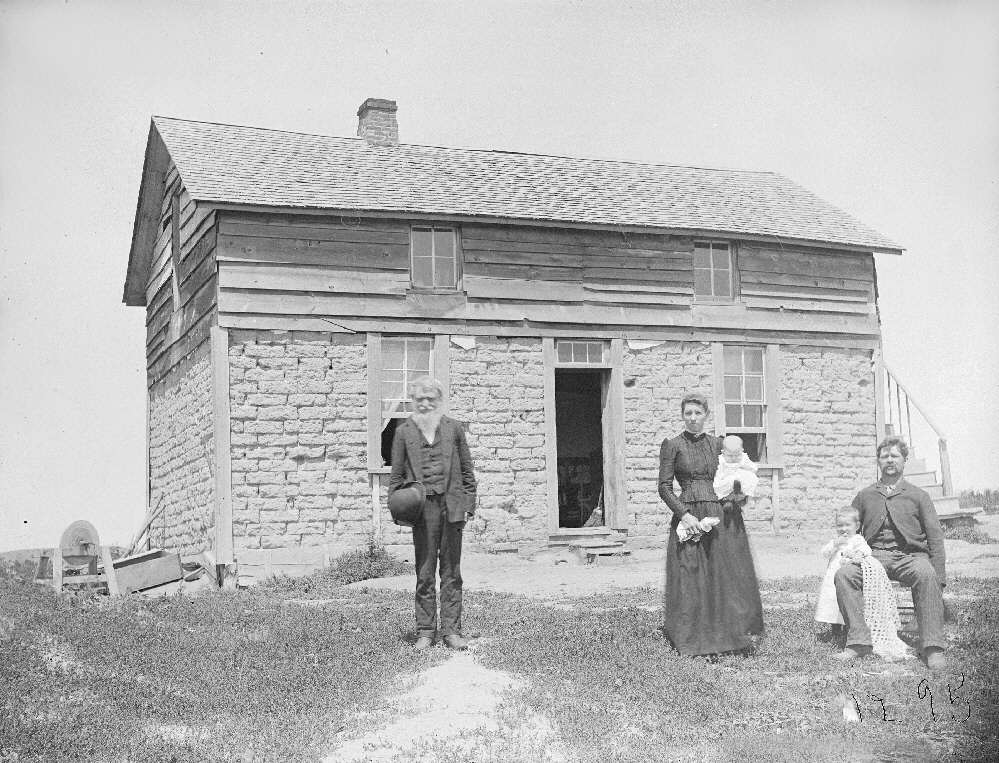
Duits kolonistengezin eind 19e eeuw in de grensstreek van Nebraska

Een geregelde scheepvaartverbinding tussen Duitsland en de Verenigde Staten kwam pas laat tot stand. In 1836 zette Robert Miles Sloman als eerste reder een lijndienst tussen Hamburg en New York op. Maar nog in de jaren veertig van de 18e eeuw ging meer dan driekwart van de Duitse Amerika-reizigers niet in een Duitse haven maar in Le Havre, Antwerpen, Rotterdam of Londen aan boord. In de tweede helft van de 19e eeuw werd de haven van Bremen, Bremerhaven, het belangrijkste overstapstation voor de migranten. Daar waren vanaf 1832 de rechten van de emigranten nadrukkelijk beschermd, terwijl in Duitslands grootste haven Hamburg allerlei restricties golden die de emigranten weg hielden. Toen die eenmaal waren afgeschaft kon Hamburg de eenmaal opgelopen achterstand op Bremen niet meer inhalen.
Geruime tijd voor de emigranten in de haven van vertrek arriveerden was het contact tussen hen en de scheepvaartmaatschappij al gelegd. De rederijen werkten samen met expediënten en makelaars die op hun beurt weer agenten naar de emigratieregio’s stuurden om ter plekke scheepsovertochten aan de man te brengen. De doorgaans verre reis naar de haven van inscheping maakten de landverhuizers aanvankelijk te voet en later per trein, nadat Hamburg in 1842, Bremen in 1847 en Bremerhaven in 1862 op het spoorwegnet waren aangesloten. Daarna moesten ze in Hamburg of Bremen wekenlang wachten voor ze ten slotte aan boord konden gaan. De belangrijkste scheepvaartmaatschappijen die destijds bij de landverhuizingen naar Amerika betrokken waren de Ocean Steam Navigation Company (1847-1857), de Norddeutscher Lloyd (vanaf 1857) en de HAPAG (vanaf 1847). Bij gunstige wind nam de overtocht per zeilschip 35-42 dagen in beslag. De omstandigheden aan boord waren erbarmelijk; het eten was schaars en de sanitaire omstandigheden miserabel. 10% van de arme en veelal zieke emigranten overleefden de barre reis niet. Hier kwam pas verbetering in toen de rederijen de voedselvoorziening onderweg niet meer aan de passagiers overlieten maar zelf ter hand namen. Bovendien werd de overtocht ingekort tot 13-19 dagen door de invoering van stoomschepen. In 1879 kostte de overtocht op het tussendek 120 Mark.
In het begin was de toelating tot de Verenigde Staten nauwelijks aan formaliteiten gebonden. Vanaf 1855 vormde het fort Castle Clinton (New York) het eerste Emigrant Landing Depot waar de meeste nieuwkomers werden opgevangen en gecontroleerd. Van 1892 tot 1954 deed het Federal Immigration Station op Ellis Island dienst als grenspost voor de immigranten. Pas in 1875 werden wetten van kracht die de immigratie aan banden legden, maar deze waren aanvankelijk niet of nauwelijks van toepassing op Duitse immigranten.

### Duitse cultuur in Amerika
Aan het begin van de 20e eeuw stonden de Duitse immigranten hoog in aanzien in Amerika. Ze waren goed georganiseerd en lieten zich zien en horen.

#### Ondernemers

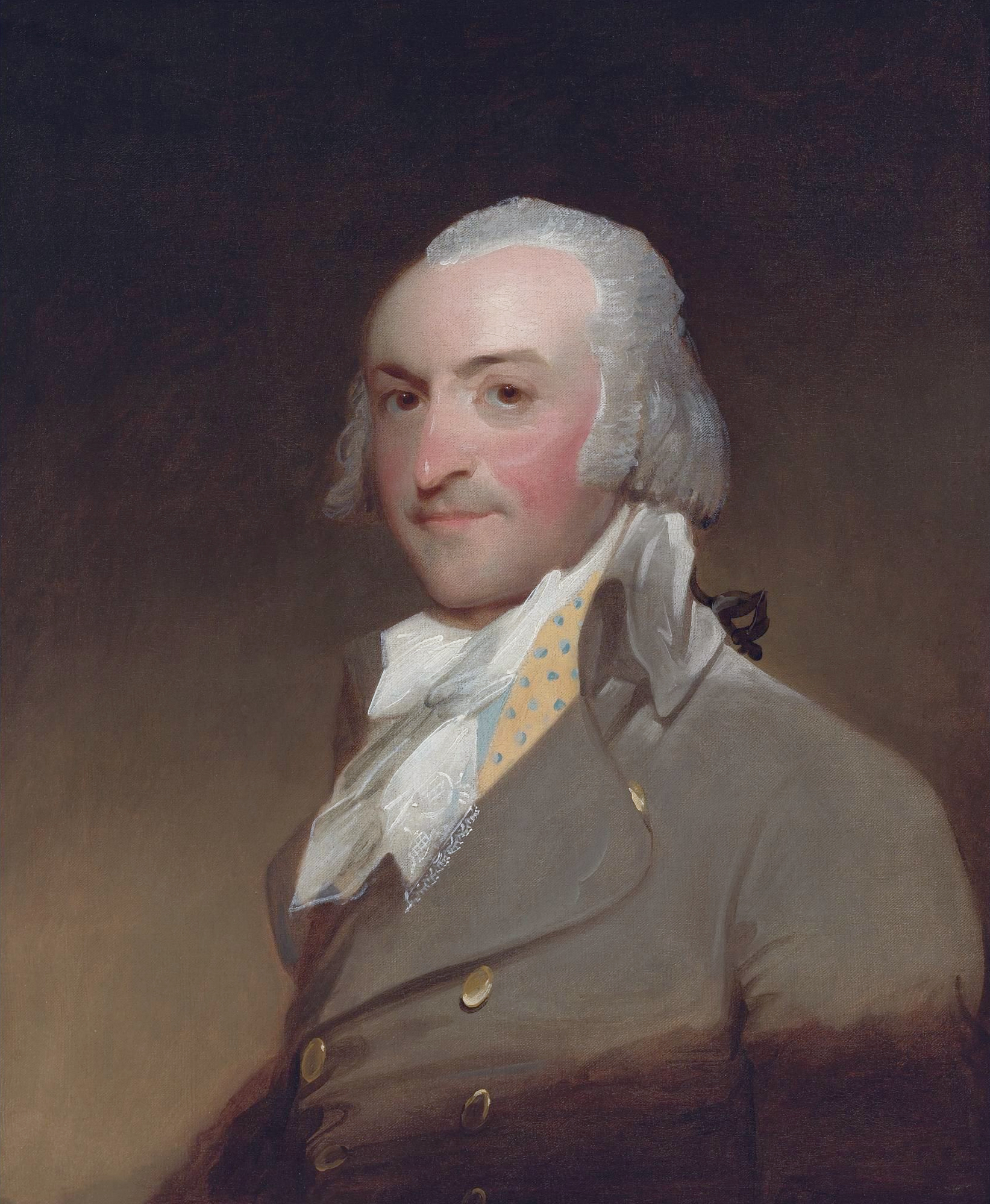
De eerste miljonair in de VS, John Jacob Astor, was bonthandelaar en makelaar in onroerend goed

Peter Rockefeller was een van de meest succesvolle ondernemers van Duitse afkomst. Hij kwam in 1733 in Amerika aan. Een van de beroemdste immigranten van Duitse afkomst was John Jacob Astor. Als telg van een arme familie uit de Palts kwam hij in 1784 als jonge man naar de Verenigde Staten. Hij werd er koopman en groeide uit tot ’s lands belangrijkste bonthandelaar. In de jaren dertig van de 18e eeuw trok hij zich terug uit de pelshandel en ging in Manhattan, dat aan het begin van zijn stedelijke ontwikkeling stond, in onroerend goed investeren. Bij zijn dood in 1848 stond Astor te boek als de rijkste man van de Verenigde Staten.
Forty-Eighter Karl Pfizer was scheikundige. Hij richtte in 1849 het farmaceutische bedrijf Pfizer op, tegenwoordig een van de grootste wereldwijd. De gebroeders Studebaker, zoons van een hoefsmid en rijtuigmaker uit Solingen, begonnen 1852 de autofabriek Studebaker. Een jaar later richtte Levi Strauss, bekend als bedenker van de spijkerbroek, het naar hem genoemde textielbedrijf op. Ongeveer tezelfdertijd startte Heinrich Steinweg, een orgelbouwer uit Goslar, in New York de pianofabriek van de toekomst: Steinway & Sons.
Er waren er nog meer die in de Verenigde Staten succesvolle ondernemers werden, zoals John Jacob Bausch (Bausch & Lomb), suikerfabrikant Claus Spreckels, ‘koperkoning’ Adolph Lewisohn, koopmannen Isidor en Nathan Straus (Macy's), Henry Villard (Northern Pacific Railroad) en Max Kade, die kort voor de Eerste Wereldoorlog een farmaceutisch bedrijf oprichtte.
De voorouders van John D. Rockefeller waren in de 18e eeuw vanuit Graafschap Wied (tegenwoordig Landkreis Neuwied) naar Germantown geëmigreerd. Rockefeller stapte in de jaren tachtig van de 19e eeuw in de beginnende aardoliebusiness en werd rond 1912 steenrijk door investeringen in de Amerikaanse aandelenmarkt.
Frederick Trump, de grootvader van president Donald Trump, emigreerde in 1885 als 16-jarige vanuit Kallstadt naar New York. Tijdens de Goudkoorts van Klondike werd hij een zeer succesvol ondernemer.

#### Brouwerijen
In de Amerikaanse bierindustrie genoten uit Duitsland afkomstige ondernemers een absolute, haast monopolistische, voorrangspositie. Veel van de brouwerijen die in de 19e eeuw door hen werden opgericht beheersen de markt nog steeds, zoals bijvoorbeeld Yuengling (Pottville, Pennsylvania 1829), Anheuser-Busch (St. Louis, 1852), Joseph Schlitz Brewing Company (Milwaukee, 1858) en Coors (Golden, Colorado, 1873).
Bier was voor de Duitse gemeenschappen in Amerika een basislevensmiddel. De zogenaamde Volstead Act werd door hen gezien als anti-Duitse maatregel. Hierdoor trad via een amendement op de grondwet in oktober 1919 een alcoholverbod in kracht dat tot 1933 zou duren.

#### Bankiers

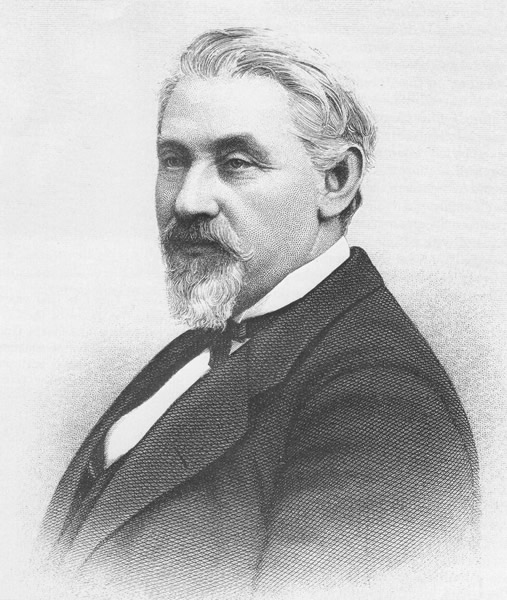
Joseph Seligman (1819-1880) uit Baiersdorf in Franken kwam als jonge man naar New York en investeerde als bankier onder andere in het Amerikaanse spoorwegennet.

Een van de gebieden waarop de Duitse nieuwkomers uitzonderlijk veel succes boekten was het bankwezen. Al in 1816 richtte de Paltser John Jacob Astor gezamenlijk met andere investeerders de Second Bank of the United States op; tot 1819 was hij directeur van de vestiging van de bank in New York. De gebroeders Joseph en James Seligman stichtten in 1846 in New York de Investmentbank J. & W. Seligman & Co. die tot op de dag van vandaag is blijven bestaan. Salomon Loeb en Abraham Kuhn waren de grondleggers van de bankinstelling Kuhn, Loeb & Co. In 1885 ging de leiding over in handen van Jacob Heinrich Schiff; later traden Otto Hermann Kahn en Paul Moritz Warburg toe. De Investmentbank Goldman Sachs werd in 1869 door Marcus Goldman opgericht. Grimmige concurrentie kreeg deze van de Naumburg & Co. die in 1893 door Elkan Naumburg in het leven werd geroepen. De uit Frankfurt afkomstige Jules Bache zwaaide vanaf 1892 het scepter bij zakenbank Bache & Co en maakte deze tot de op een na grootste investeringsbank van het land na Merill Lynch. James Warburg, zoon van Paul Moritz Warburg, werd ook bankier en was van 1932 tot 1934 financieel adviseur van president Roosevelt. Al deze bankiers kwamen uit ontwikkelde joodse families die in veel gevallen al na de mislukte Maartrevolutie waren geëmigreerd omdat zij gediscrimineerd werden en in de maatschappij niet als volwaardige burgers werden aangezien. Veel van deze mannen ontwikkelden zich in de Verenigde Staten tot filantroop en mecenas. Loeb, Schiff, Kahn, Naumburg en Bache zijn prominente voorbeelden hiervan.

#### Onderwijs
In het Midwesten zaten er intussen zo veel Duitse kinderen op de openbare scholen dat er vanaf 1837 in verschillende staten speciale wetten werden aangenomen. Deze maakten het mogelijk dat alle schoolvakken in het Duits gegeven werden als daar vraag naar was. Rond 1900 werden op 4.100 Duitstalige lagere scholen 550.000 kinderen ingeschreven. Vooral waar de scholen in relatie tot plaatselijke lutherse gemeenten waren georganiseerd was het ter plaatse sterk verankerd. Onderwijsoverheden in een aantal staten probeerden overigens dit aantal tegen te gaan en Engelstalig onderwijs te stimuleren door Duits onderwijs te verbieden in de staatsscholen. Ook op veel katholieke scholen werd in de vroege 19e eeuw Duits les aangeboden.
Ook individuele Duitse immigranten hebben het Amerikaanse onderwijssysteem beïnvloed. Filoloog Karl Follen, wiens onderwijsbevoegdheid in Jena en Gießen was ingetrokken, hervormde in de jaren twintig van de 19e eeuw het studiereglement van Harvard-universiteit naar Duits voorbeeld. Margarethe Meyer-Schurz was een leerling van Friedrich Fröbel. Zij opende 1856 in Watertown (Wisconsin) de eerste kleuterschool van het land. Tot op de dag van vandaag heet een kleuterschool in de Verenigde Staten Kindergarten. Pedagoge Maria Kraus-Boelté kwam ook uit de school van Fröbel, zij had bij diens weduwe Luise Fröbel gestudeerd. Samen met haar echtgenoot John Kraus richtte zij een opleiding voor kleuterschoolleidsters in New York op. In Providence nam Maximilian Berlitz in 1878 een taleninstituut over. Daar ontwikkelde hij de lesmethode die nog steeds wereldwijd gebruikt wordt aan de ruim 540 Berlitz taalscholen. Ten slotte Fritz Karsen, de oprichter van de eerste ‘Gesamtschule’ (middenschool) in Berlijn. Nadat hij in 1933 door de nationaalsocialisten uit zijn ambt was ontzet, belandde hij na allerlei omzwervingen in de Verenigde Staten en was vanaf 1938 o.a. werkzaam aan de docentenopleiding in de New York.

#### Pers

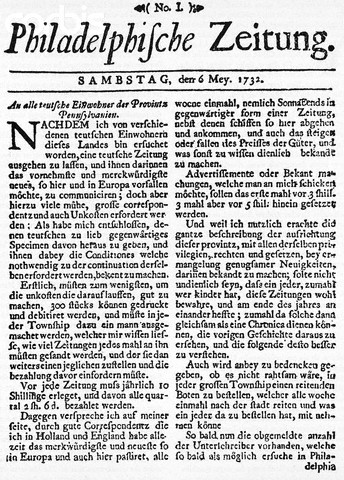
Duitse krant uit Philadelphia (1732)

De eerste Duitstalige kranten op het Amerikaanse continent ontstonden al in de koloniale tijd. Zelfs vóór alle Engelse kranten het nieuws brachten wist de ‘Pennsylvanischer Bote’ al op 5 juli 1776 te melden dat het Continental Congress, bestaande uit gedelegeerden van de dertien koloniën, had besloten de Amerikaanse Onafhankelijkheidsverklaring te accepteren. De eerste Duitstalige krant op Amerikaans grondgebied was echter de ‘Philadelphische Zeitung’. Het bestaan van deze in 1732 opgerichte krant was maar van korte duur. De ook tegenwoordig nog verschijnende ‘New Yorker Staatszeitung’ zag in 1834 het levenslicht.
In Indianapolis bracht Julius Bötticher in 1848 het weekblad ‘Indiana Volksblatt’ (1848-1875) uit. Na 1848 waren er in Indiana veel Duitse immigranten die in hoge mate in politieke kwesties waren geïnteresseerd. Daaronder bevonden zich uitgevers zoals Karl Beyschlag, Valentine Butsch, Konradin Homburg, Hermann Lieber en E.J. Metzger, die ervoor zorgden dat er talrijke nieuwe kranten bij kwamen. Voorbeelden zijn de ‘Freie Presse’ (1853-1866), de ‘Indiana Tribüne’ (1878-1918) en de ‘Täglicher Telegraph’ (1865-1907), waarin in 1875 het ‘Volksblatt’ werd opgenomen. 1907 fuseerde de ‘Täglicher Telegraph’ met de ‘Indiana Tribüne’ en heette voortaan ‘Telegraph und Tribüne’ (1907-1918).
Abraham Lincoln kocht in 1859 bij wijze van verkiezingsstunt de ‘Illinois Staatsanzeiger’ (Springfield) op die door Theodor Canisius uitgegeven werd. Medio 19e eeuw verschenen in St. Louis de ‘Anzeiger des Westens’ (1835-1846) en de ‘Westliche Post’. De voormalige Ruslandduitsers in de Great Plains konden van 1874 tot 1974 de ‘Dakota Freie Presse’ lezen, uitgegeven door Charles F. Rossteuer. De bloei van de Duitstalige pers in Amerika eindigde met het toetreden van de Amerikanen tot de Eerste Wereldoorlog in 1917. Toch verschenen er ook na de beide wereldoorlogen nog af en toe nieuwe Duitstalige kranten en tijdschriften. Zo verscheen er in 1997 de eerste krant in Pennsylvania Dutch onder de naam ‘Hiwwe en Driwwe’ (in het Duits ‘Hüben wie drüben’, betekent zoiets als ‘aan deze en aan de andere kant’).
Aan de ontwikkeling van de Amerikaanse pers hebben de Paltser John Peter Zenger en de Hongaars-Oostenrijkse Joseph Pulitzer in belangrijke mate bijgedragen. Zenger kwam in 1710 als jonge man naar New York en werd daar publicist. Hij zette zich in voor de invoering van de persvrijheid in de Verenigde Staten in de jaren dertig van de 18e eeuw. Pulitzer (1847-1911) schreef voor Duitstalige bladen en werd vanaf 1871 uitgever en mede-eigenaar van de ‘Westliche Post’. Tegenwoordig is hij vooral bekend door de naar hem vernoemde Pulitzerprijs.
Circa 1900 werden ruim 550 Duitstalige dag- en weekbladen gepubliceerd met drie miljoen abonnees en een veelvoud daarvan aan lezers. In en na de Eerste Wereldoorlog kreeg de 'Duitse' pers het odium van staatsvijand en landverrader en liepen de oplagen snel terug.

#### Politiek

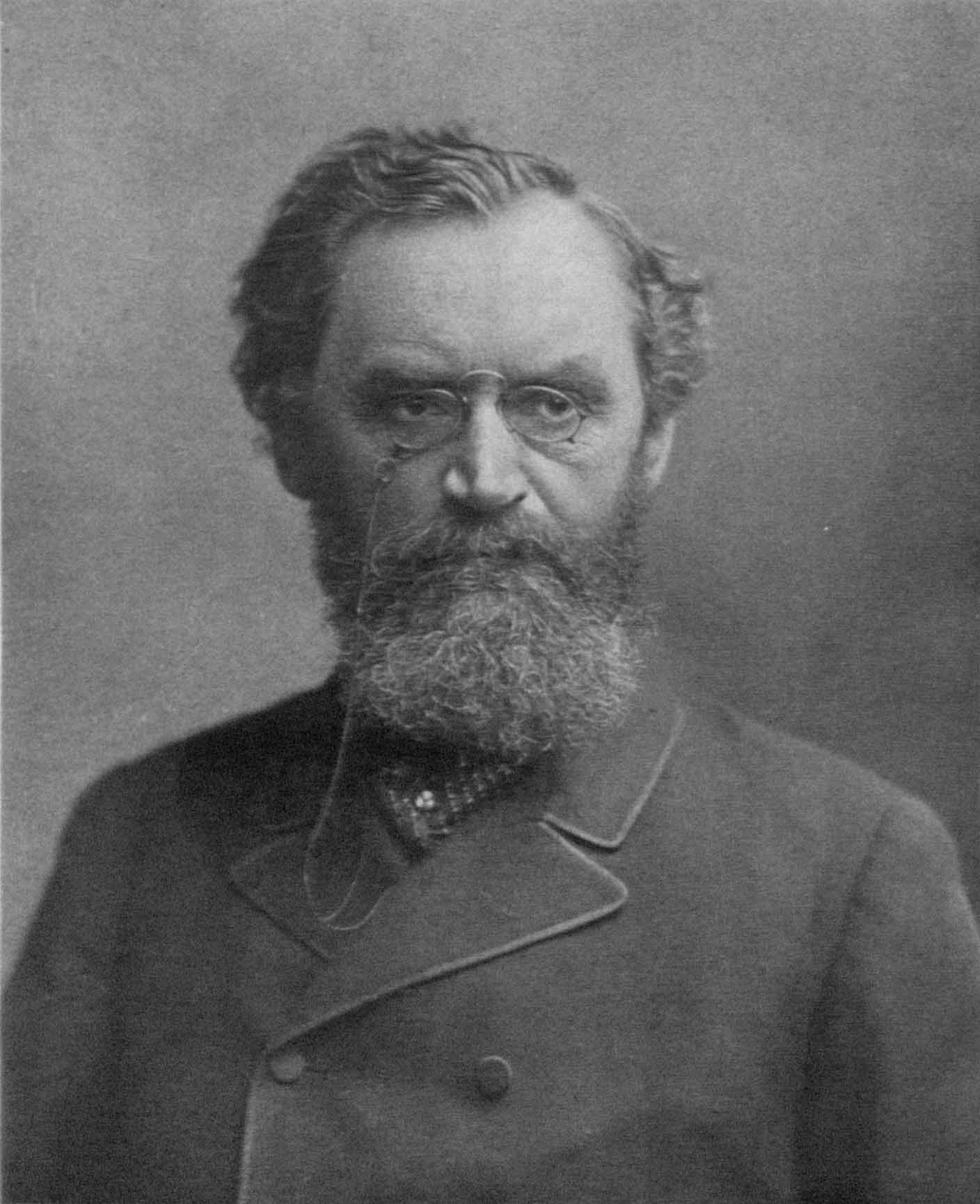
Carl Schurz was van 1869-1875 Amerikaanse minister van Binnenlandse Zaken. Foto 1899.

In de koloniale tijd kwam het een enkele keer voor dat een Duitse nieuwkomer een belangrijk openbaar ambt bekleedde. Jacob Leisler kwam uit Frankfurt en emigreerde in 1660 naar Nieuw-Nederland. In 1689 voerde hij een opstand, ‘Leisler's Rebellion’, tegen de aanhangers Jacobus II en claimde loyaliteit aan Willem III. Hij veroverde de staat New York en benoemde zichzelf tot gouverneur. Leisler bleef tot maart 1691 aan de macht. Na overgave werd hij gevangengenomen en terechtgesteld.
Frederick Muhlenberg, wiens vader in 1742 naar Amerika was geëmigreerd, werd behalve afgevaardigde in het eerste Amerikaanse Congres ook de allereerste voorzitter van het Huis van Afgevaardigden in 1789. Later kwam er ook een aantal in Duitsland geboren afgevaardigden in het Congres, waaronder Myer Strouse (Huis van Afgevaardigden 1863-67), Gustavus A. Finkelnburg (Huis van Afgevaardigden 1869-73), Forty-Eighter Carl Schurz (Senaat 1869-75) en Eduard Degener (Huis van Afgevaardigden 1870-71).
Toen Abraham Lincoln in 1861 tot president was verkozen benoemde hij John George Nicolay uit Essingen in de Palts tot zijn privésecretaris. In de tweede helft van de 19e eeuw werd een aantal Duitse immigranten tot gouverneur van een van de Amerikaanse Staten gekozen, zoals Edward Salomon (Wisconsin 1862-64), George Michael Hahn (Louisiana 1864-65), Edward Selig Salomon (Washington (1870-72), Washington Bartlett (Californië 1883-87) en John Peter Altgeld (Illinois 1893-97). In de 20e eeuw volgden onder meer Moses Alexander (Idaho 1915-19), Simon Bamberger (Utah 1917-21) en Julius P. Heil (Wisconsin 1939-43).
De eerste ministers van Duitse afkomst in het Amerikaanse kabinet waren Carl Schurz (minister van Binnenlandse Zaken onder Rutherford B.Hayes van 1877-81) en Oscar Straus (minister van Handel onder Theodore Roosevelt van 1906-09).

#### Arbeidersbeweging

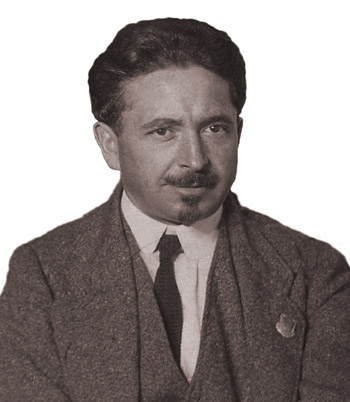
Max Bedacht (1883-1972) werkte na WO I mee aan de oprichting van de Communist Party USA.

Meer nog dan in parlement en regering zetten de Duitse landverhuizers zich in voor de Amerikaanse arbeidersbeweging en hadden grote invloed op haar ontwikkeling. Steeds weer waren er in het begin van de 19e eeuw radicale democraten en vroege socialisten uit Duitsland naar Amerika gekomen in de hoop op democratische en rechtvaardige verhoudingen. Daartoe behoorden mensen als Karl Follen (1824), Wilhelm Weitling (1846) en Forty-Eighters als Friedrich Hecker, Fritz Anneke, Lorenz Brentano, Gustav Struve en Adolph Douai. Nadat in het Duitse Keizerrijk in 1878 het zogenaamde Sozialistengesetz (de Socialistenwet) in werking was getreden emigreerden ook veel sociaaldemocraten, waaronder Wilhelm Hasselmann, Julius Vahlteich en Johann Most. Nog in datzelfde jaar werd de New Yorker Volksszeitung opgericht, een socialistisch dagblad dat tot 1932 bleef bestaan. De uitgever van de socialistische Arbeiterzeitung August Spies werd in 1887 naar aanleiding van een bomaanslag ter dood veroordeeld hoewel het bewijs nooit geleverd werd dat hij er iets mee te maken had.
Onder de Duitse immigranten zaten onevenredig veel vakarbeiders. Zij waren dikwijls in Duitsland al lid geweest van een vakbond sloten zich nu ook in Amerika bij een vakbond aan. De arbeidsvoorwaarden lagen hen zo zeer aan het hart dat zij zich meer engageerden voor de arbeidersbeweging dan op andere politieke gebieden. Ook in het parlement was het thema arbeid hun eerste aandachtspunt. Jurist John Peter Altgeld, een invloedrijke vertegenwoordiger van het links-liberale progressivisme, was van 1893-97 gouverneur van Illinois. Hij bewerkstelligde in die functie belangrijke verbeteringen op het gebied van arbeidsomstandigheden en kinderarbeid met wetten die tot de strengste van de Verenigde Staten behoorden. Robert F. Wagner, senator van New York van 1927-49, kreeg het voor elkaar dat de National Labor Relations Act er kwam, ook wel Wagner Act genoemd. Hierdoor werd de positie van de vakbonden aanzienlijk versterkt.
Ook bij het ontstaan van de Communist Party USA hebben Duitse immigranten een toonaangevende rol gespeeld. Veel van de betrokken activisten, waaronder Adolph Germer, L.E. Katterfeld en Alfred Wagenknecht, waren opgegroeid als kind van arbeiders die zich al bij een vakbond hadden aangesloten voordat zij naar Amerika verhuisden. Anderen, zoals Max Bedacht, waren eerder actief geweest bij de Socialist Party of America.

### Ruslandduitsers
Sinds de tijd van Catharina de Grote woonde er in Rusland een substantiële Duitse minderheid. Zelf afkomstig uit Pruisen liet zij als tsarina vanaf 1763 stelselmatig boeren uit Duitsland ronselen om in Rusland de landbouw te ontwikkelen in de op de Turken veroverde gebieden rond de Zwarte Zee. Deze Ruslandduitsers kregen privileges en behielden persoonlijke vrijheid, wat toen de Russische horigen nog ontzegd was. Vanaf 1871 werden hun wettelijke privileges ingetrokken. In 1872 emigreerden de eerste Duitsers uit Rusland naar Dakota Territory. Daar gaf de regering op basis van de Homestead Act land weg. Alleen al in Kansas vestigden zich tot 1879 ongeveer 12.000 Ruslandduitsers die vooral in de aanbouw van tarwe waren gespecialiseerd. Veel van hen waren mennonieten. Met de val van het tsaristisch regime en de Oktoberrevolutie nam de druk op de Ruslandduitsers verder toe en werden ze onteigend, zodat er tegen 1920 rond de 116.500 van hen naar Amerika waren geëmigreerd. In 1921 werd hun toestroom drastisch ingeperkt door de Emergency Quota Act. In de oorlogsjaren werden ze collectief gedeporteerd naar Siberië. Pas na de Tweede Wereldoorlog konden opnieuw mennonitische Duitsers uit de Sovjet-Unie emigreren op grond van hun relatie met eerdere migranten in de Verenigde Staten.

## Eerste Wereldoorlog en interbellum

### Assimilatie
De aanvankelijk grote invloed van de Duitse immigranten op leven en cultuur in de Verenigde Staten is tegenwoordig nauwelijks meer waarneembaar. Vergeleken met de sporen die bijvoorbeeld de Italiaanse immigranten hebben achtergelaten valt dat extra op. In het Midwesten rest hier en daar nog een kleine herinnering zoals het oktoberfeest van Cincinnati. Volgens historicus Russell Kazal is in de andere immigratieregio’s als New York, New Jersey en Pennsylvania iedere reminiscentie juist opvallend afwezig. Zijn collega John Higham gaat nog een stap verder en concludeert dat het verval van de Duits-Amerikaanse gemeenschap het “spectaculairste geval van collectieve assimilatie” in de 20e eeuw is. Deze ontwikkeling zou vooral zijn veroorzaakt door de schroom van Duitse Amerikanen om zich na twee wereldoorlogen en de Holocaust nog langer met hun Duitse afkomst te identificeren.
Toch zijn er ook historici zoals Guido André Dobbert die erop wijzen dat de neergang van de Duits-Amerikaanse instellingen al aan het eind van de 19e eeuw ingezet was. In Pennsylvania hadden nakomelingen van Duitse immigranten – minderheden als de mennonieten uitgezonderd – de Duitse taal al in de vroege 19e eeuw laten varen. Daar ontstond onder hen eerst nog een Duits-Engelse mengtaal. In andere delen van het land was de assimilatie rond 1910 zo goed als voltooid. Volgens Frederick C. Luebke bestond de verbondenheid met de Duitse cultuur van deze nakomelingen vooral in nostalgische gevoelens, wat Duits spreken op een gezellig avondje en het lezen van een Duitse krant. Hoewel de landverhuizers van de eerste generatie er tot diep in de 19e eeuw op stonden dat hun kinderen Duitstalige scholen bezochten, gaven deze nakomelingen buiten het ouderlijk huis meestal een voorkeur voor de Engelse taal.
Ook de National German-American Alliance (Deutschamerikanischer Nationalbund, 1888) werd pas opgericht toen het verval van de Duits-Amerikaanse identiteit zich al aandiende. Deze alliantie was een overkoepelende organisatie die een groot aantal kleinere organisaties en verenigingen in zich opnam in een gezamenlijke poging om de restanten van de Duits-Amerikaanse cultuur voor verder verval te behoeden. In 1914 waren er naar eigen zeggen ruim twee miljoen leden.

### Eerste Wereldoorlog

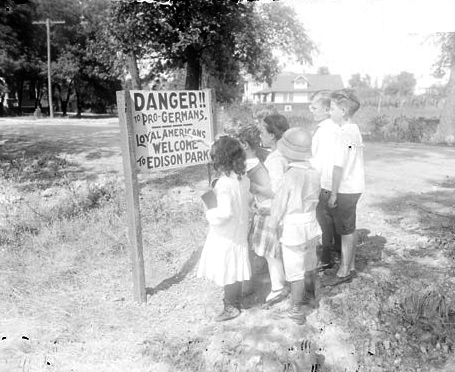
Kinderen bestuderen een anti-Duits bord in een stadspark in Chicago. Het moet Duitslandsympathisanten afschrikken (1917).

Op 1 februari 1917, ten tijde van de Eerste Wereldoorlog, kondigde Duitsland de onbeperkte onderzeebootoorlog af, aanleiding voor de Verenigde Staten om op 6 april 1917 Duitsland de oorlog te verklaren. In het verloop ervan kwamen veel Amerikaanse burgers om het leven. De Amerikaanse bevolking kreeg leuzen als ‘Halt the Hun!’ voorgeschoteld en er ontstond een ware anti-Duitse hysterie. Duitsers – en mensen die daarvoor werden aangezien – werden uitgescholden, bespioneerd, verraden, en soms ook aangevallen en gelyncht. Duitse Amerikanen stonden onder aanzienlijke druk om hun patriottische solidariteit te betuigen door war bonds (oorlogsobligaties) te kopen. Herhaaldelijk vonden er boekverbrandingen plaats waarbij Duitstalige bibliotheekbestanden vernietigd werden. Dergelijke acties van burgers werden aangemoedigd door het beleid van de 26 Staten die wetten tegen het gebruik van de Duitse taal aannamen. Tot 1923 was het in 34 Staten bij wet verboden om in een andere taal dan Engels les te geven op openbare evenals op particuliere basisscholen. Deze wet werd in 1923 door een uitspraak van het Hooggerechtshof van Nebraska opgeheven. In Iowa was de gouverneur William L. Harding in 1918 zo ver gegaan dat hij met de ‘Babel Proclamation’ per wet het spreken van vreemde talen in het openbaar verbood, zelfs per telefoon. Als reactie verengelsten veel Duitse Amerikanen hun naam en zeiden hun Duitstalige krantenabonnementen op. Dat leidde tot de ondergang van vrijwel de gehele Duitstalige pers in de Verenigde Staten. Op grond van de ‘Alien Enemies Acts’ kwam het ook voor dat Duitsers werden aangehouden en gevangengezet. Zo zou dirigent Karl Muck geweigerd hebben om tijdens een concert het Amerikaanse volkslied te laten spelen. Hij werd in 1918 in een kamp in Fort Oglethorpe, Georgia, geïnterneerd en in 1919 het land uitgezet. Er bestonden nog meer van dat soort kampen in Fort McPherson, Georgia; Fort Douglas, Utah en in Hot Springs, North Carolina.

### 1918-1933
De Emergency Quota Act van 1921 en de Immigration Act van 1924 waren voor Duitsers niet ongunstig. Nog steeds werden ruim 51.000 asielzoekers per jaar uit Duitsland toegelaten tot de Verenigde Staten, meer dan vanuit ieder ander Europees land.

### Duitsers in ballingschap tijdens het nationaalsocialisme
Na de machtsovername door de nationaalsocialisten in Duitsland zagen veel academici, vooral joodse, zich gedwongen het land te verlaten. Hun professioneel toekomstperspectief was nihil en van hun leven konden ze niet meer zeker zijn. Onder deze bannelingen waren grootheden als fysicus Albert Einstein, wiskundige Emmy Noether, neuroloog en psychiater Kurt Goldstein, psychoanalyticus Wilhelm Reich, filosofe Hannah Arendt, schrijver Thomas Mann, architect Walter Gropius en actrice Marlene Dietrich. De Amerikaanse immigratiewetgeving hield echter massale emigratie naar de Verenigde Staten tegen. Deze wetten werden ook na de Kristallnacht in 1938 niet versoepeld. Tot aan het beging van de Tweede Wereldoorlog werd maar aan 95.000 Duitse en Oostenrijkse joden asiel verleend. Vanaf 1941 was het onmogelijk om Duitsland via legale weg te verlaten. In totaal werden van 1931 tot 1940 114.058 Duitsers in de Verenigde Staten toegelaten. Veel Duitse joden konden hun visum alleen via illegale kanalen bemachtigen. Anderen, zoals de schrijver Stefan Zweig, werden afgewezen. Weliswaar keurde de Amerikaanse samenleving de uitwassen van het Duitse antisemitisme af, zelf was zij ook niet geheel vrij van antisemitische gevoelens. Bovendien beseften zelfs Amerikaanse joden tot in 1944 de volle omvang van de Holocaust niet. Het uitvoeringsbesluit van president Truman, dat ‘displaced persons’ de toelating in Amerika vergemakkelijkte, kwam pas in december 1945, een half jaar na de val van het Derde Rijk en daarmee rijkelijk te laat.

### Nationaalsocialisten in de Verenigde Staten

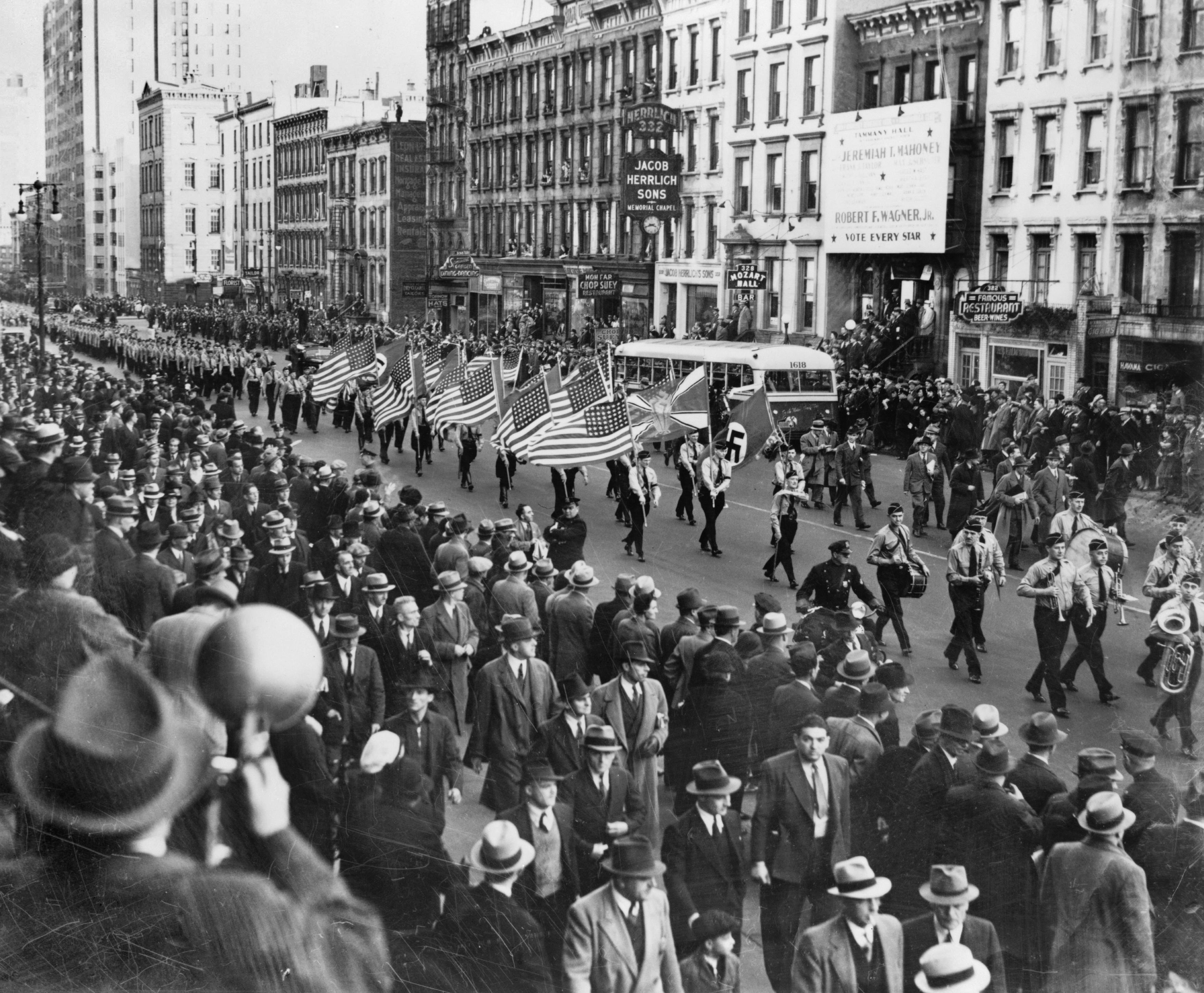
German American Bund. Parade op de East 86th Street, New York, 30 oktober 1939.

Aan de andere kant had het nationaalsocialisme ook in de Verenigde Staten veel aanhangers. Deze waren voor een groot deel verenigd in de German American Bund (Amerikadeutscher Bund) die in 1936 onder deze naam werd opgericht. Echter, de voorlopers van deze organisatie waren al actief sinds de jaren twintig van de 20e eeuw. De uit München afkomstige Fritz Kuhn had vanaf 1936 de leiding. Men schat dat het ledenaantal, dat vlak voor de oorlog zijn hoogtepunt bereikte, ongeveer 25.000 bedroeg.

## Tweede Wereldoorlog

### Duitse Amerikanen in het leger en inlichtingendiensten
Meer dan 13 miljoen personen dienden tijdens de Tweede Wereldoorlog in de strijdkrachten van de Verenigde Staten, waarvan lang niet iedereen de Amerikaanse nationaliteit bezat. Ook bannelingen als de schrijvers Thomas Mann en Jan Valtin, en Hitlers neef Patrick, namen dienst in het Amerikaanse leger. Goed gedocumenteerd is het verhaal van Kurt Frank Korf, een Duitse jongeman met joodse voorouders. Hij vluchtte in 1937 naar de Verenigde Staten en werd FBI-informant. Als zodanig hield hij nazivoorman Fritz Kuhn in de gaten. Tijdens het Ardennenoffensief werd hij als officier van de geheime dienst ingezet. Na de oorlog werkte Korf als advocaat van de Amerikaanse regering mee aan de vervolging van Duitse oorlogsmisdadigers. Bekend is ook het geval van de Duitse William G. Sebold die in Amerika spioneerde voor de Gestapo. Hij liep over en hielp als dubbelspion vervolgens mee aan de onthulling van de Duquesnespionage.

### Internering van Duitse Amerikanen

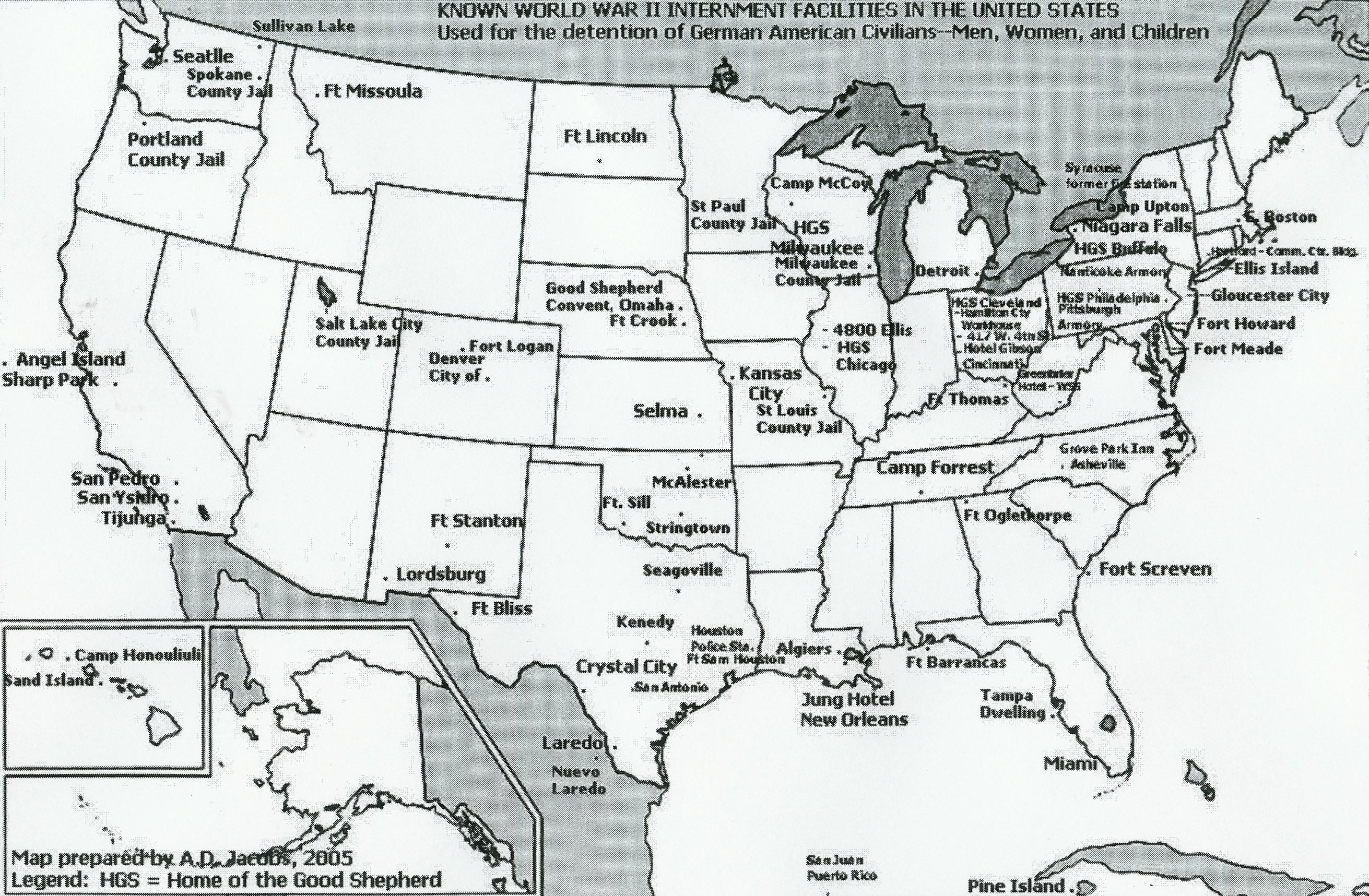
Ligging van de interneringskampen voor Duitse Amerikanen

Weliswaar kwam het in Amerika tijdens de Tweede Wereldoorlog niet nogmaals tot ernstige collectieve uitingen van geweld zoals in de Eerste Wereldoorlog; toch deden incidenten als de kaping van het Amerikaanse civiele vrachtschip de City of Flint door een Duits pantserschip in 1939 de anti-Duitse gevoelens weer hoog oplaaien. Nadat in 1940 het Amerikaanse Congres de Alien Registration Act had aangenomen, moesten de 300.000 Duitsers, die in Amerika woonden maar niet genaturaliseerd waren, zich officieel melden en te allen tijde hun Alien Registration Receipt Card bij zich hebben. Bovendien tekende president Franklin Delano Roosevelt in december 1941 de Presidential Proclamation no. 2526. Deze maakte het mogelijk om “vijandelijke” buitenlanders te beperken in hun vrijheid om te reizen en bezittingen te hebben en ze eventueel zelfs in kampen op te sluiten. Met een beroep op de Alien Enemies Act werden tijdens de oorlog 10.905 Duitsers aangehouden en in aparte kampen geïnterneerd. De aanhouding gebeurde vaak op grond van onbevestigde geruchten over vermeende onbetrouwbaarheid, die de FBI of een andere inlichtingendienst ter ore waren gekomen. Hoewel Amerikaanse staatsburgers niet geïnterneerd mochten worden volgden partners en kinderen, die wel volgens de wet de Amerikaanse nationaliteit hadden, op zogenaamd vrijwillige basis het gevangengenomen familielid. Hele families belandden op die manier in de kampen. Soms verdwenen personen plotseling en hoorde de familie wekenlang niets over hun verblijf. Dikwijls bleven kinderen van gedeporteerden achter, die werden dan in een weeshuis geplaatst. Onder druk van de Amerikaanse overheid werden ook meer dan 4000 mensen van Duitse afstamming gedeporteerd uit Latijns-Amerikaanse landen en in Amerikaanse kampen gevangengehouden. Minstens 2000 van deze geïnterneerden werden nog tijdens de oorlog naar Europa verscheept en geruild tegen in Duitse handen gevallen personen uit de Verenigde Staten en Latijns-Amerika. Niemand onder hen werd ooit wegens landverraad veroordeeld. Pas in 1948 kwamen de laatste geïnterneerden vrij.

### Duitse krijgsgevangenen in de Verenigde Staten

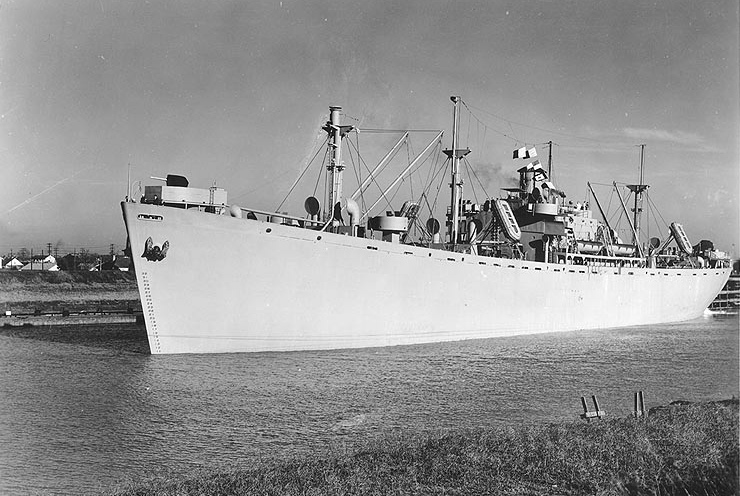
De meeste Duitse krijgsgevangenen reisden per libertyschip naar de VS.

De Amerikaanse krijgsmacht maakte rond de 3,8 miljoen Duitse krijgsgevangenen. Daarvan werden 363.036 naar Amerika afgevoerd en in kampen geïnterneerd. Er waren 760 hoofd – en 760 nevenkampen. De krijgsgevangenen waren ofwel in 1943 in Tunesië als soldaten van het Afrikakorps of in 1944 aan het westfront na de invasie in gevangenschap geraakt. De omstandigheden in de Amerikaanse kampen waren dragelijk, in het bijzonder in vergelijking met de Russische kampen. Daar lieten 30% van de Duitse krijgsgevangenen, ongeveer een miljoen, het leven. Ze werden ook nog na de capitulatie in 1945 vastgehouden, tot verdere arbeid gedwongen en pas in 1946 aan de geallieerden overgedragen.

### Emigratie naar Amerika door de oorlog
Na de Tweede Wereldoorlog ontstonden er relaties tussen Duitse vrouwen en de soldaten van het Amerikaanse bezettingsleger. Officieel was het verboden om met de vijand te fraterniseren, maar eind december 1945 nam het Amerikaanse Congres de War Brides Act aan. Vanaf dat moment mochten de soldaten hun Duitse bruiden meenemen naar de Verenigde Staten zodat er van 1947 tot 1949 13.250 Duitse vrouwen als echtgenote en 2000 als verloofde naar Amerika konden vertrekken.
In de laatste fase van de oorlog was ook een groep etnische Duitsers uit Oost-Europa op de vlucht geraakt, daaronder veel Donau-Zwaben en Joegoslavische Duitsers die vanaf 1944 gedeporteerd werden. Op grond van de Displaced Persons Act die 1948 in werking trad konden velen van hen naar de Verenigde Staten emigreren.

## Vooraanstaande Duitse Amerikanen sinds de Eerste Wereldoorlog

### Politici

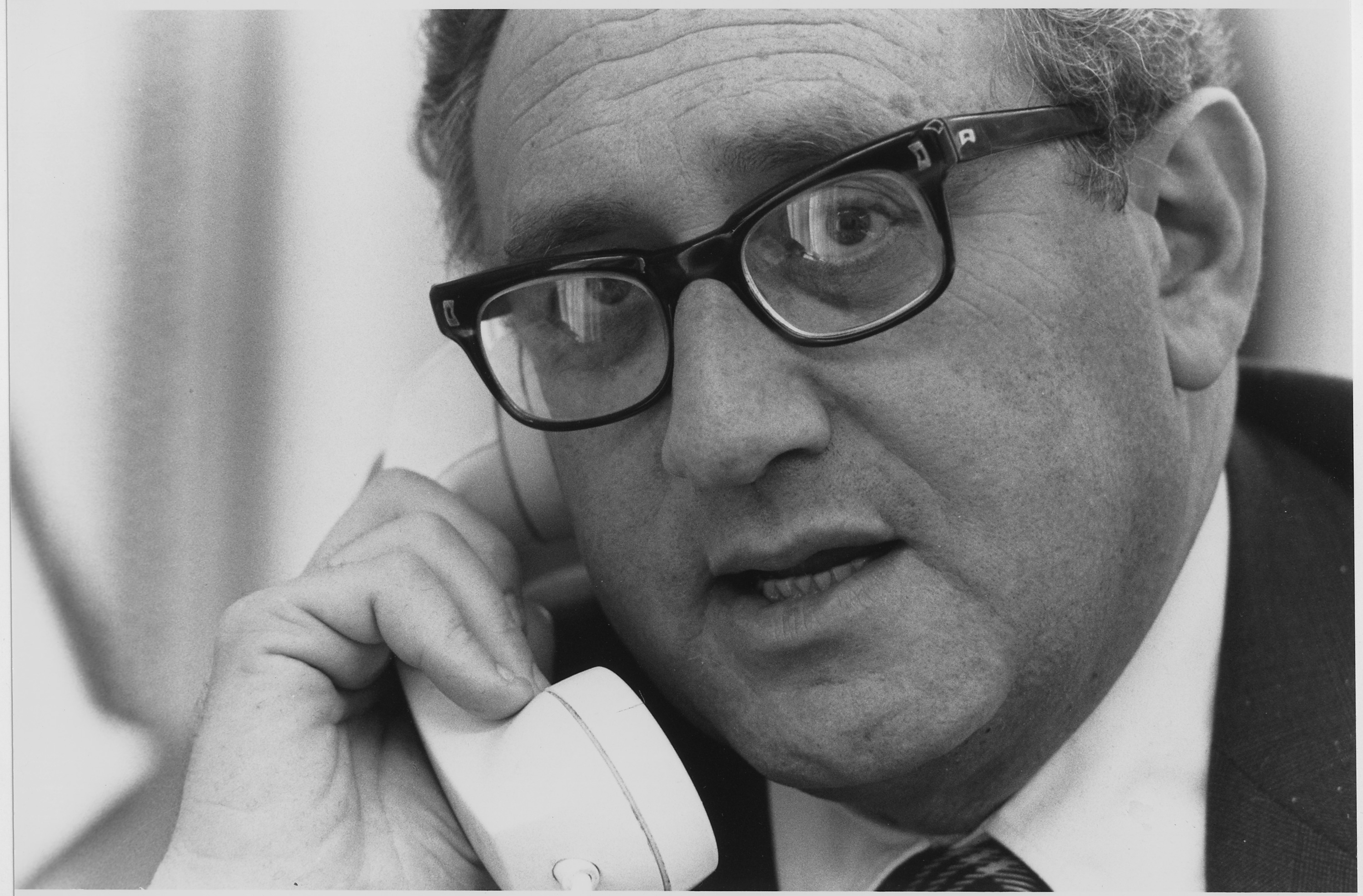
Henry Kissinger uit Fürth (Beieren) was van 1973 tot 1977 minister van Buitenlandse Zaken.

De eerste president van de Verenigde Staten met Duitstalige voorouders was Herbert Hoover. Hoovers opvolger Franklin Delano Roosevelt benoemde Henry Morgenthau jr. als minister van Financiën. Henry Morgenthau sr. was in 1868 vanuit Mannheim geïmmigreerd. De naam Morgenthau is tegenwoordig vooral nog bekend vanwege het plan van deze minister om Duitsland na zijn nederlaag in de Tweede Wereldoorlog geheel te de-industrialiseren en daarmee militair duurzaam onschadelijk te maken.
Bij de presidentsverkiezingen van 1940 had Roosevelt een Duits-Amerikaanse rivaal, Wendell Willkie. Hoewel Willkie veel aanhangers had in het Midwesten, delfde hij bij de verkiezingen het onderspit. De voorouders van Dwight D. Eisenhower, president van 1953 tot 1961, waren in de 18e eeuw uit het Saarland gekomen. Naast Chester Nimitz en Carl A. Spaatz behoorde Eisenhower tot het rijtje Duitse Amerikanen die Roosevelt militaire topfuncties toevertrouwde tijdens de Tweede Wereldoorlog.
Henry Kissinger (oorspronkelijk Heinz), die minister van Buitenlandse Zaken was onder Richard Nixon en Gerald Ford, was in Duitsland geboren. Nelson Rockefeller, de kleinzoon van de Duits-Amerikaanse industrieel John D. Rockefeller, werd in 1974 vicepresident onder Ford. De uit Duitsland afkomstige econoom W. Michael Blumenthal bekleedde in de periode 1977-1979 het ambt van minister van Financiën onder Jimmy Carter.

### Ondernemers
Ook in de 20e eeuw, toen er al lang geen sprake meer was van een Duits-Amerikaanse gemeenschap, waren er nog veel Duitse immigranten die tot grote economische hoogte opstegen. Onder hen waren de gebroeders Fred en August Duesenberg van de Duesenberg Motor Company, worstfabrikant Oskar Meyer, zakenman Max Stern, mediamagnaat John Kluge, belegger Hermann Merkin en computerspelpionier Ralph Baer. Een recenter voorbeeld is Andy Bechtolsheim van Sun Microsystems.

### Duits-Amerikaanse braindrain

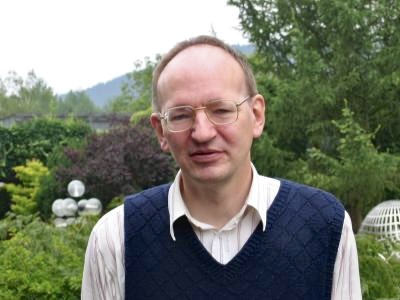
Gerd Faltings is de enige Duitse wiskundige die de Fieldsmedaille ooit heeft gewonnen. Hij werkte van 1985 tot 1994 in Princeton.

Dankzij studiebeurzen van de Rockefeller Foundation kreeg een groot aantal jonge Duitse studenten tussen de Eerste en Tweede Wereldoorlog de mogelijkheid om aan een Amerikaanse universiteit te studeren. De natuurkundige Hertha Sponer en de latere verzetsstrijder Arvid Harnack behoorden daartoe. In de jaren van het nationaalsocialisme zette een massaal vertrek van academici en hoogopgeleide vakkrachten naar Amerika in, dat na de oorlog wel iets afnam maar niet stopte. Hier en daar werden Duitse wetenschappers rechtstreeks door de Amerikanen gerekruteerd. In het kader van Operatie Paperclip werden honderd Duitse wetenschappers en technici naar de Verenigde Staten gehaald om daar te werken aan de ontwikkeling van raketten voor militaire doeleinden. De bekendste wetenschapper onder hen was Wernher von Braun, die vanaf 1937 aan de ontwikkeling van de V2-raket had gewerkt. Operatie Paperclip was de codenaam voor Operation Overcast, de eigenlijke naam van het project.
Vanaf 1952 konden talrijke jongeren uit Duitsland via het Fulbright-programma in de Verenigde Staten studeren. Later breidden de mogelijkheden daartoe zich uit door beurzen van de Deutscher Akademischer Austauschdienst (DAAD) en de Amerikaanse Max Kade Foundation. Duitse wetenschappers die sinds de Tweede Wereldoorlog in de Verenigde Staten hebben gestudeerd en/of gewerkt, zijn bijvoorbeeld de Nobelprijswinnaars Hans Jensen (in de VS sinds 1951), Hans Georg Dehmelt (1952), Herbert Kroemer (1954), Harald zur Hausen (1964), Erwin Neher (1966), Günter Blobel (1967), Reinhard Selten (1967), Theodor Hänsch (1969), Gerhard Ertl (1976), Horst Ludwig Störmer (1977), Johann Deisenhofer (1988), Christiane Nüsslein-Volhard (1988) en Wolfgang Ketterle (1990). Van bijzonder belang zijn de onderzoeksmogelijkheden aan Amerikaanse universiteiten voor natuurkundigen; van de acht Duitse wetenschappers die de Nobelprijs voor fysica in ontvangst mochten nemen hadden er vijf een tijdlang in Amerika onderzoek gedaan.
Sinds 2003 bestaat het German Adademic International Network in New York (GAIN) dat de belangen van Duits-Amerikaanse wetenschappers behartigt. De German Scholars Organization (GSO) zet zich in om in het buitenland werkzame Duitse wetenschappers met elkaar in verbinding te brengen en hun belangstelling te wekken om ook in Duitsland actief te zijn.
Men schat dat er tegenwoordig zo’n 15.000 Duitse wetenschappers aan Amerikaanse universiteiten en onderzoeksinstituten werkzaam zijn, daarvan zijn er ongeveer 6000 gepromoveerd. Onbekend is het aantal Duitse academici dat buiten de universiteiten bijvoorbeeld in industriële onderzoekslaboratoria is aangesteld.

## Onderzoeksinstituten en musea
Het Max Kade Institute for German-American Studies van de University of Wisconsin-Madison doet onderzoek naar de historische achtergronden van de Duitse immigratie in de Verenigde Staten.
In Duitsland zelf worden de onderwerpen ‘Duits-Amerikaanse emigratie’ en ‘de geschiedenis van de Duitse immigratie in de Verenigde Staten’ thans o.a. door het Emigration Research Center van de Carl von Ossietzky-universiteit in Oldenburg en door Helmut Schmahl van de Johannes Gutenberg Universiteit in Mainz bestudeerd.
Het belangrijkste museum met betrekking tot de Duitse immigratie in de Verenigde Staten is het German Heritage Museum in Cincinnati.
Het in 2005 opgerichte Deutsche Auswanderhaus in Bremerhaven en het in maart 2010 geopende German-American Heritage Museum in Washington D.C. zijn geheel aan de Duits-Amerikaanse emigratie gewijd.

## Statistiek van de Duitse bevolking in de Verenigde Staten
| jaar | totale bevolking | van Duitse afkomst                    | in Duitsland geboren | opmerkingen |
| ---- | ---------------- | ------------------------------------- | -------------------- | --- |
| 1775 |                  | ca. 225.000                           |                      | |
| 1790 | 3.929.326        | ca. 375.000                           |                      | Tot 1790 arriveerden in totaal circa 100.000 Duitsers in de verschillende koloniën op grondgebied van de toekomstige Verenigde Staten. |
| 1800 | 5.308.483        |                                       |                      | |
| 1810 | 7.239.881        |                                       |                      | |
| 1820 | 9.638.453        |                                       |                      | |
| 1830 | 12.860.702       |                                       |                      | |
| 1840 | 17.063.353       |                                       |                      | In 1841 immigreren 15.000 Duitsers in de VS. In 1847 zijn dat er 74.000. . |
| 1850 | 23.191.876       |                                       | 583.774              | In 1852 zijn er 145.000 Duitse immigranten. In 1854 zijn dat er 220.000. |
| 1860 | 31.443.321       |                                       | 1.276.075            | Van 1850-1860 arriveren er in totaal bijna 1 miljoen Duitse immigranten. |
| 1870 | 38.558.371       |                                       | 1.690.533            | |
| 1880 | 50.189.209       |                                       | 1.966.742            | |
| 1890 | 62.979.766       |                                       | 2.784.894            | Van 1880–1890 komen er krap 1,5 miljoen Duitse immigranten aan. Alleen al in 1882 zijn dat er 250.000 . |
| 1900 | 76.212.168       |                                       | 2.663.418            | |
| 1910 | 92.228.496       |                                       | 2.311.237            | |
| 1920 | 106.021.537      |                                       | 1.686.108            | |
| 1930 | 123.202.624      |                                       | 1.608.814            | |
| 1940 | 132.164.569      |                                       | ca. 1,2 miljoen      | |
| 1950 | 151.325.798      |                                       |                      | |
| 1960 | 179.323.175      |                                       | 989.815              | Van 1951 tot 1960 immigreren 580.000 Duitsers in de VS. |
| 1970 | 203.302.031      |                                       | 832.965              | Van 1961–1970 arriveren 210.000 Duitse immigranten. |
| 1980 | 226.542.199      |                                       | 849.384              | Van 1971–1980 komen 65.000 Duitse immigranten naar de VS. |
| 1990 | 248.709.873      | 58 miljoen (ten minste voor een deel) | 711.929              | |
| 2000 | 281.421.906      |                                       |                      | |
| 2005 | 295.560.549      | 49.178.839                            |                      | Het grootste deel van de inwoners met Duitse afkomst is in Amerika geboren en is Amerikaan. 702.665 werden in het buitenland geboren (1,43 %), 431.082 zijn als buitenlander geboren en later genaturaliseerd als Amerikaan (0.88 %). 271.583 zijn woonachtig in de VS als buitenlander met visum of green card. |
| 2015 | 321.418.821      | 45.526.331                            |                      | |